# Кавачинагано
Кавачинагано (јап. 河内長野市) град је у Јапану у префектури Осака. Према попису становништва из 2005. у граду је живело 117.239 становника.

## Становништво
Према подацима са пописа, у граду је 2005. године живело 117.239 становника.
| 1995.   | 2000.   | 2005.   |
| ------- | ------- | ------- |
| 117.082 | 121.008 | 117.239 |